# آيت حمو أوسعيد (أفرا)
آيت حمو أوسعيد هو دُوَّار يقع بجماعة أفرا، إقليم زاكورة، جهة درعة تافيلالت في المملكة المغربية. ينتمي الدوّار لمشيخة أفرا التي تضم 18 دوار. يقدر عدد سكانه بـ 463 نسمة حسب الإحصاء الرسمي للسكان والسكنى لسنة 2004.

## وصلات خارجية
- البوابة الوطنية للجماعات الترابية
- المندوبية السامية للتخطيط